# Мейфілд
Ме́йфілд (англ. Mayfield) — місто на заході Шотландії, в області Середній Лотіан.
Населення міста становить 12 950 осіб (2006).